# 灘井誠
灘井 誠（なだい まこと、1951年 - 2007年12月8日）は、日本のバリトン歌手。兵庫県生まれ。

## 経歴
京都市立芸術大学卒業。蔵田裕行、佐々木成子、住吉武に師事。1977年、ウィーン国立音楽大学に留学。発声をルイゼ・シャウト、リート・オラトリオをエリック・ウェルバ、ワルター・モーアに師事。1980年、リート・オラトリオ科、発声科ともに最優秀で卒業。留学中、オーストリア国立放送に在籍し、ヨーロッパ各地を演奏旅行する。
関西二期会オペラ『マルタ』のブランケット役でデビュー。以後『こうもり』、『ラ・ボエーム』、『フィガロの結婚』、『コシ・ファン・トゥッテ』、『春琴抄』などに出演し、高い評価を得る。特に『椿姫』のジョルジュ・ジェルモン、及び『リゴレット』のタイトルロールでは、豊かな表現力と賛辞を博す。また、平安建都1200年記念式典では御前演奏を行う。
リサイタルは童謡からリート、現代曲まで幅広いレパートリーを持ち、2004年のリサイタルでは軽妙なトークや弾き語りを披露した。第九やオラトリオのソリストとしても活躍し、1984年より京都・大阪ゲヴァントハウス合唱団のバス・ソロとして国内・海外演奏会に出演する。1989年からは日本では珍しいア・カペラ六重唱団の“ジパング・コンソート”の一員としても活躍し、懐かしいわらべ歌から16・17世紀の教会音楽など、優しく暖かいハーモニーを奏でた。また、独特なパフォーマンスや仮装で“コミカル・コンソート”に引きずりかけた張本人。これらの活動に対して、1996年度青山音楽賞奨励賞を受賞。
2007年12月、脳腫瘍に伴う肺血栓のため、56歳で急死。
関西二期会会員、日本シューベルト協会同人、NHK全国音楽コンクール審査員、元京都市立音楽高等学校講師、京都市立芸術大学音楽学部講師（ソルフェージュ、オペラ演習、合唱、実技レッスンを担当）。